# Drive (álbum de Tiësto)
Drive es el octavo álbum de estudio del DJ y productor neerlandés Tiësto. Fue lanzado el 21 de abril de 2023 a través Musical Freedom y Atlantic Records.

## Sencillos
«The Business» fue lanzada como el sencillo principal del álbum el 25 de septiembre de 2020. Alcanzó el puesto número 1 en Países Bajos, el número 3 en el Reino Unido y el número 69 en Estados Unidos. «Don't Be Shy», una colaboración con Karol G, fue lanzada como el segundo sencillo el 12 de agosto de 2021. Alcanzó el puesto número 27 en Países Bajos y el número 24 en la lista estadounidense Bubbling Under Hot 100 Singles. «The Motto», una colaboración con Ava Max, fue lanzada como el tercer sencillo el 4 de noviembre de 2021. Alcanzó el puesto número 5 en Países Bajos, el número 12 en el Reino Unido y el número 42 en Estados Unidos.
«Hot in It», una colaboración con Charli XCX, fue lanzada como el cuarto sencillo el 30 de junio de 2022. Alcanzó el puesto número 19 en Países Bajos y el número 24 en el Reino Unido. «Pump It Louder», un remake de la canción de Black Eyed Peas de 2006 «Pump It», fue lanzada como el quinto sencillo el 7 de octubre de 2022. «10:35», una colaboración con Tate McRae, fue lanzada como el sexto sencillo el 3 de noviembre de 2022. Alcanzó el puesto número 16 en Países Bajos, el número 8 en el Reino Unido y el puesto número 69 en la lista estadounidense Billboard Hot 100.
«Lay Low» fue lanzado como el séptimo sencillo el 6 de enero de 2023. El 9 de marzo de 2023, Tiësto anunció oficialmente el álbum con su fecha de lanzamiento, portada y lista de canciones y lanzó «All Nighter» como el octavo sencillo.

## Lista de canciones
| Drive – Edición estándar |                                                        |                                                                                                 |                                                      |          |  |
| N.º                      | Título                                                 | Escritor(es)                                                                                    | Productor(es)                                        | Duración |  |
| 1.                       | «All Nighter»                                          | Tijs Verwest Chris Mears Joseph Robert Taylor Sam Gray                                          | Tiësto Mearsy                                        | 2:14     |  |
| 2.                       | «The Motto» (junto con Ava Max)                        | Verwest Amanda Ava Koci Claudia Valentina Pablo Bowman Peter Rycroft Sarah Blanchard            | Tiësto Lostboy                                       | 2:44     |  |
| 3.                       | «10:35» (con Tate McRae)                               | Verwest Tate McRae Amy Allen Ryan Tedder Rycroft Scott Harris                                   | Tiësto Lostboy Ryan Tedder                           | 2:52     |  |
| 4.                       | «The Business»                                         | Verwest Anton Rundberg James Bell Julia Karlsson                                                | Tiësto Hightower                                     | 2:44     |  |
| 5.                       | «Chills (LA Hills)» (junto con A Boogie wit da Hoodie) | Verwest Artist Julius Dubose Sebastian Atas Victor Sjöström Viktor Broberg                      | Tiësto Sebastian Atas Victor Sjöström Viktor Broberg | 3:03     |  |
| 6.                       | «Hot In It» (junto con Charli XCX)                     | Verwest Charlotte Aitchison Emma Bertilsson Frank Nobel Linus Nordstrom Timothy Deal            | Tiësto Goldfingers                                   | 2:09     |  |
| 7.                       | «Pump It Louder» (junto con Black Eyed Peas)           | Verwest Allan Pineda William Adams Nicholas Roubanis Stacy Ferguson Thomas Van Musser           | Tiësto                                               | 2:38     |  |
| 8.                       | «Learn 2 Love»                                         | Verwest Hayley May James Hurr Paul Harris                                                       | Tiësto James Hurr Paul Harris                        | 2:13     |  |
| 9.                       | «Don't Be Shy» (junto con Karol G)                     | Verwest Carolina Giraldo Jonas David Kröper Teemu Brunila Yoshi Breen                           | Tiësto Teemu Brunila                                 | 2:20     |  |
| 10.                      | «Bet My Dollar» (junto con Freya Ridings)              | Verwest Freya Ridings Luke Fitton                                                               | Tiësto Luke Fitton                                   | 3:24     |  |
| 11.                      | «Back Around» (junto con AR/CO)                        | Verwest Leo Stannard Mali Koa-Hood Harris Toby Scott                                            | Tiësto Harris Toby Scott                             | 2:55     |  |
| 12.                      | «Lay Low»                                              | Verwest Dag Holtan-Hartwig Halvor Folstad Mikkel Christiansen Niklas Strandbråten Erik Smaaland | Tiësto                                               | 2:33     |  |
| 31:49                    |                                                        |                                                                                                 |                                                      |          |  |

| Drive – Edición digital |             |                                                                 |                                         |          |  |
| N.º                     | Título      | Escritor(es)                                                    | Productor(es)                           | Duración |  |
| 13.                     | «Yesterday» | Verwest James Bell Julia Karlsson Anton Rundberg Jimmy Koitzsch | Tiësto Hightower Svidden Julia Karlsson | 2:20     |  |
| 34:09                   |             |                                                                 |                                         |          |  |

## Posicionamiento en listas
| Listas (2023)                                          | Mejor posición |
| ------------------------------------------------------ | -------------- |
| Alemania (Offizielle Top 100)                          | 38             |
| Australia (ARIA)                                       | 26             |
| Bélgica (Ultratop Flandes)                             | 40             |
| Bélgica (Ultratop Valonia)                             | 46             |
| Canadá (Billboard Canadian Albums)                     | 12             |
| Estados Unidos (Billboard 200)                         | 87             |
| Estados Unidos (Billboard Top Dance/Electronic Albums) | 2              |
| Finlandia (Suomen virallinen lista)                    | 19             |
| Francia (SNEP)                                         | 54             |
| Irlanda (OCC)                                          | 19             |
| Lituania (AGATA)                                       | 11             |
| Noruega (VG-lista)                                     | 6              |
| Nueva Zelanda (RMNZ)                                   | 9              |
| Países Bajos (Album Top 100)                           | 37             |
| Reino Unido (OCC)                                      | 34             |
| Suiza (Schweizer Hitparade)                            | 19             |

## Historial de lanzamiento
| País   | Fecha               | Formato                          | Discográfica                     | Ref.   |
| ------ | ------------------- | -------------------------------- | -------------------------------- | ------ |
| Varios | 21 de abril de 2023 | CD descarga digital LP streaming | Musical Freedom Atlantic Records | [ 30 ] |